# 马尔科·博列洛
马尔科·博列洛（義大利語：Marco Borriello，1982年6月18日—），意大利足球运动员，司职前锋，效力于意甲球會史帕爾。
博列洛出身于AC米兰的青年队，曾被租借至多家意大利俱乐部，包括意甲球队雷吉纳和桑普多利亚。2007年，AC米兰将博列洛的一半所有权出售至刚升入意甲的热那亚。作为球队的主力前锋，博列洛在2007-08年联赛中攻入19球，当选意甲银靴射手。2008年5月29日，由于博列洛出色的表现，AC米兰决定从热那亚买回其一半的所有权，转会费达到1000万欧元,不幸的是博列洛在08-09整个赛季都在养伤，正在职业生涯上升期的他不得不长期远离了球场。
博列洛还曾代表意大利国家队参加2008年欧洲足球锦标赛，但未能出场。意大利也最终止步於8强。
2006年他因藥檢測試中被驗出服過禁藥，被賽會判罰停賽，直到第二次藥檢為止。
2009-2010球季，他作為米蘭的主力前鋒之一，攻入了14個聯賽入球，當中包括第20周對陣錫耶納時的妙絕窩利抽射，是2010年世界盃意大利國家隊前鋒的熱門人選之一，但是最终他没有被主教练里皮带去南非。
2010年8月，意甲罗马俱乐部宣布:他们从AC米兰签下了意大利国脚前锋博列洛。